# Коутс, Ральф
Ральф Ко́утс (англ. Ralph Coates; 26 апреля 1946 — 17 декабря 2010) — английский футболист, полузащитник сборной Англии и «Тоттенхэма».

## Клубная карьера
В юности работал шахтёром, однако его футбольный талант заметили селекционеры клуба «Бернли», за который он в 1962 г. дебютировал в молодёжном, а с 1964 г. — в основном составе. За «Бернли» Коутс сыграл в общей сложности 216 матчей в чемпионатах и забил в этих играх 26 голов, став капитаном команды и сыграв восемь матчей за молодёжную сборную Англии (в возрасте до 23-х лет).
После того как «Бернли» в 1971 г. покинул первый дивизион английской лиги игрок был продан в «Тоттенхэм Хотспур» за 190 000 £. Дебютировав в игре против «Вулверхэмптона», в общей сложности он провёл за клуб 248 матчей и забил 24 гола. В составе «Шпор» играл в центре полузащиты и стал победителем Кубка УЕФА (1972), также дошёл с командой до финала два года спустя. В финале Кубка английской лиги (1973) с «Норвичем» в 1973 г. при нулевом счёте вышел на замену и стал автором единственного гола, обеспечив своей команде почётный титул.
В 1978 г. закончил выступать за «Тоттенхэм» и отправился на год в австралийский «Сент Джордж» из Сиднея. Вернувшись в Англию в том же году, футболист продолжил выступать в качестве играющего тренера в «Лейтон Ориент» вплоть до конца своей карьеры в 1981 г.

## Карьера в сборной
Провёл четыре игры за национальную команду Англии, был претендентом на участие в чемпионате мира в Мексике в 1970 году, но в окончательную заявку на турнир не попал.